# أكيرا سايتو (لاعب كرة قدم)
أكيرا سايتو (باليابانية: 斉藤 亮) (مواليد 13 يوليو 1972)، هو لاعب كرة قدم سابق كان يلعب كلاعب وسط.